# Baekje

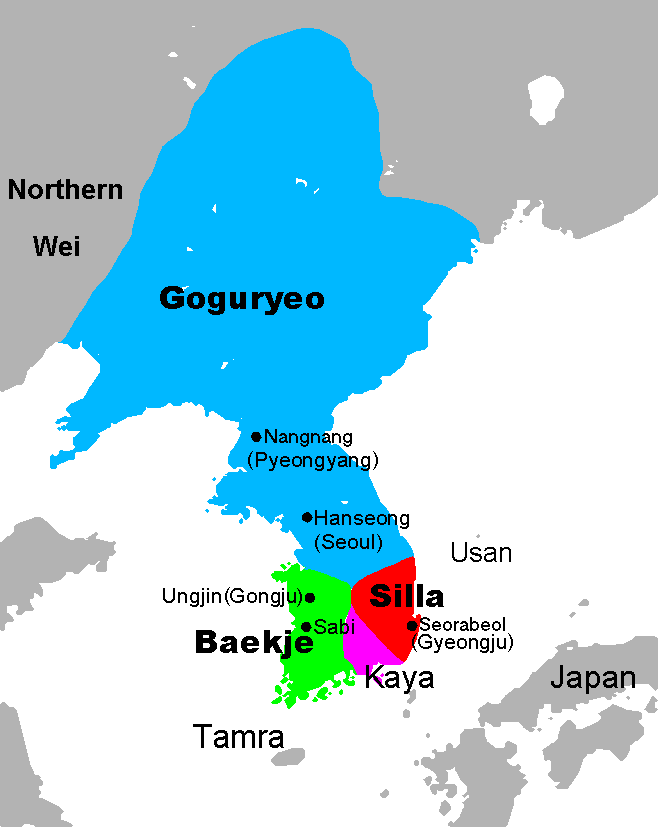
Koreas tre kungariken vid slutet av 400-talet

Baekje, eller Paekche (hangul: 백제, hanja: 百濟), var tillsammans med Silla och Koguryo ett av Koreas tre kungariken. Det grundades 18 f.Kr. av Onjo, den tredje sonen till Koguryos grundare Jumong vid Wiryeseong (nuvarande Seoul). Det gick under 660, efter att ha besegrats av en allians mellan Silla och Tangdynastin i Kina. Vid sin höjdpunkt på 400-talet, behärskade Baekje huvuddelen av västra Koreahalvön, ända upp till Pyongyang och även några kolonier i Kina. Baekje utvecklades till en betydande regional sjömakt, med politiska och handels- förbindelser med både Japan och Kina.